# Jagadish Chandra Bose

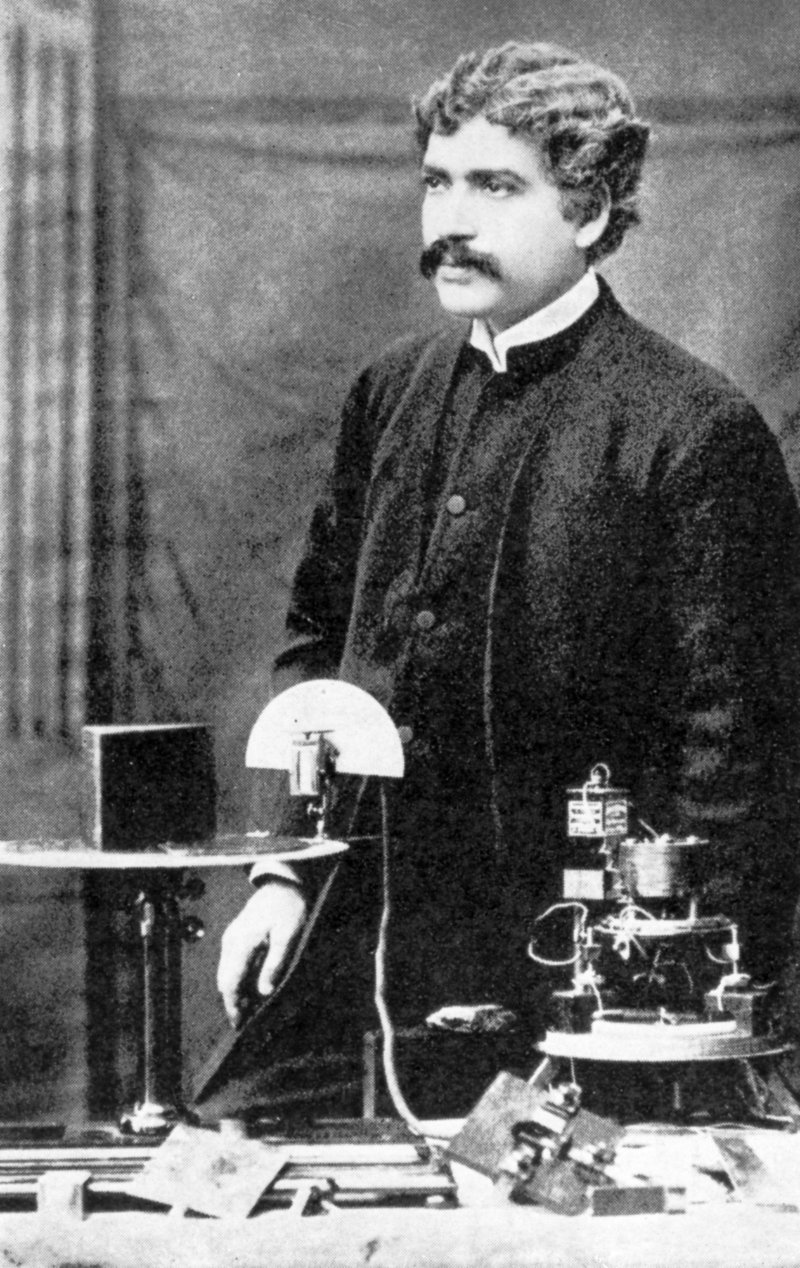
Jagadish Chandra Bose in seinem Labor

Sir Jagadish Chandra Bose CSI CIE FRS (bengalisch জগদীশ চন্দ্র বসু IAST Jagadīś Chandra Basu [dʒɔɡɔdiʃ tʃɔndrɔ bɔʃu]; * 30. November 1858 in Maimansingh, Bengalen, heute in Bangladesch; † 23. November 1937 in Giridih, Bengalen, heute in Indien) war ein indischer Naturwissenschaftler. Er beschäftigte sich mit Physik und Botanik und war einer der Pioniere des Radios. Neben der Schallübertragung interessierte er sich für die Auswirkungen elektromagnetischer Wellen auf Lebewesen, insbesondere auf Pflanzen, und führte hierzu eine Vielzahl von Experimenten durch. Auf Grund der Vielfältigkeit seiner Tätigkeitsfelder wurde er als Polymath bezeichnet.

## Kindheit und Jugend
Geboren wurde Bose am 30. November 1858 in eine bengalische Kayastha-Familie. Bose verbrachte seine Kindheit in Faridpur, wo sein Vater Magistrat war. Mit neun Jahren wurde er nach Kolkata zur Schule geschickt.  Nachdem er 1877 seinen Abschluss machte, begann er 1880 ein Medizinstudium in London. Er brach nach einem Jahr sein Studium aus gesundheitlichen Gründen ab, da er an Malaria litt, was ihm zeit seines Lebens sehr viele Probleme bereitete. In den Folgejahren studierte er im Christ’s College in Cambridge bei berühmten Persönlichkeiten wie John William Strutt, 3. Baron Rayleigh, James Dewar, Michael Foster und Francis Darwin.

## Tätigkeit als Forscher
Er kehrte mit einem Diplom in der Tasche nach Kolkata zurück an die Calcutta University und erhielt einen Posten als Professor der Physik am Presidency College, wo er die folgenden 30 Jahre unterrichtete und forschte. Jedoch sollte er anfangs nur die Hälfte des Gehalts seiner britischen Kollegen bekommen. Aus Protest lehnte er das Gehalt ab und arbeitete drei Jahre ohne Entlohnung und ohne einen Tag zu fehlen, bis ihm die Verantwortlichen Twany und Croft aufgrund seiner tadellosen Disziplin das gleiche Gehalt wie seinen britischen Kollegen aus- und nachzahlten. Strutt folgend machte er während seiner Vorlesungen wichtige Experimente und hinterließ den Eindruck eines leidenschaftlichen Professors. Unter seinen Schülern befand sich Satyendranath Bose, der später grundlegende Beiträge zur statistischen Physik lieferte und Namensgeber der Bose-Einstein-Statistik wurde.

Von 1894 bis 1900, bevor Guglielmo Marconi auf diesem Gebiet Berühmtheit erlangte, erstellte Bose einige wichtige Publikationen über elektromagnetischen Wellen. Er demonstrierte die Fernwirkung der elektromagnetischen Wellen 1894, indem er eine Glocke aus der Ferne läuten ließ und ferngesteuert eine Sprengladung zündete. 1896 berichtete der Daily Chronicle of England das Folgende: 

„Der Erfinder [J. C. Bose] sendete ein Signal über eine Distanz von ungefähr einem Kilometer und beschaffte damit die erste offensichtliche und als überragend wertbare Anwendung dieser neuen hervorragenden Theorie [Die Theorie der elektromagnetischen Wellen von Heinrich Hertz.]“

Alexander Popow machte in Russland vergleichbare Experimente, doch er schrieb im Dezember 1895, dass er immer noch die Hoffnung hegt, eine Signalübertragung über eine gewisse Distanz mit Radiowellen durchzuführen. Marconi machte seine erste Demonstration im Mai 1897 in Salisbury, England (er arbeitete aus mangelndem Interesse der Italiener an seinen Forschungsergebnissen im Vereinigten Königreich).

Im Gegensatz zum italienischen Naturwissenschaftler hatte Bose keinerlei Interesse einer Kommerzialisierung seiner Entdeckung und bekräftigte, dass er nur für die Grundlagenforschung arbeitete. Er schrieb 1901 an Rabindranath Tagore, nachdem er seine Forschungen über die Radiowellen beendet hatte: 

“I wish you could see that terrible attachment for gain in this country […] that lust for money […] Once caught in that trap there would have been no way out for me[.]”

„Ich wünschte, Sie könnten diese grässliche Anhänglichkeit sehen, die man in diesem Land für den Profit hat […] diese Gier wegen des Geldes […] Einmal in dieser Falle, gäbe es für mich keinerlei Entrinnen mehr.“

Während seiner Arbeiten erzeugte er Wellen mit einer Wellenlänge von 5 Millimetern, untersuchte Refraktion, Diffraktion und Polarisation. Er benutzte auch den Bleiglanz als eine primitive Form einer Diode als Wellendetektor. 1954 beschrieben Gerald Pearson und Walter Brattain in History of Semiconductors Research die Verwendung von Kristallen als Wellendetektor in Boses Arbeiten. Nevill F. Mott, Physiknobelpreisträger von 1977, sagte: „J. C. Bose war 60 Jahre seiner Zeit voraus“ und „er bereitete die Halbleiter des Typs P und N vor“.

## Forschungsarbeit als Pflanzenphysiologe
Nach 1900 wandte sich Bose von der Physik ab und forschte längere Zeit über die Physiologie der Pflanzen. Auch dort leistete er Pionierarbeit. Er veröffentlichte Publikationen über die Einwirkung der elektromagnetischen Strahlen auf Pflanzen und deren Wachstum.
Er entwickelte Instrumente, um den Einfluss der Strahlen auf die Pflanzen zu messen, insbesondere einen Apparat, den er „Crescograph“ nannte und mit dem er das Wachstum von Pflanzen mit bis zu zehnmillionenfacher Verstärkung beobachten konnte. Insbesondere interessierte sich Bose für die Strömungsgeschwindigkeit des Protoplasmas in der Pflanze unter verschiedenen Umweltbedingungen.
Er ging 1915 in Pension, arbeitete aber weitere fünf Jahre. Er gründete in Kolkata das Bose-Institut, das erste Forschungszentrum Indiens. Es wurde am 30. November 1917 eingeweiht. Das Magazin Nature hatte 27 seiner Publikationen veröffentlicht.

## Auszeichnungen
Bose wurde für seine Arbeiten mehrfach von der britischen Regierung ausgezeichnet. 1903 wurde er zum Companion of the Order of the Indian Empire ernannt, 1912 zum Companion of the Order of the Star of India, 1917 wurde er schließlich als Knight Bachelor zum Ritter geschlagen und erhielt den Titel „Sir“. 1920 wurde Bose zudem als Mitglied („Fellow“) in die Royal Society gewählt. 1970 wurde der Mondkrater Bose nach ihm benannt.

## Sonstiges
Seine Frau Abala Bose war eine bekannte Sozialreformerin. 2009 wurde ihm zu Ehren der botanische Garten in Haora/Kolkata in Acharya Jagadish Chandra Bose Indian Botanic Garden umbenannt.

## Werke
- Die Physiologie des Saftsteigens. Übersetzt von Ernst Pringsheim, Jena 1925 (Anmerkung: im Englischen wurde Chandra bisweilen als Chunder wiedergegeben, was hier übernommen wurde.)
- Die Pflanzen-Schrift und ihre Offenbarungen. Übersetzt von K. Höfler (Wien), Rotapfel-Verlag, Zürich 1928.